# Hada schultzi
Hada schultzi là một loài bướm đêm trong họ Noctuidae.